# مدرسه‌های هرات
فهرستی از مدرسه‌های سرشناس هرات
- لیسه مولانا عبدالرحمن جامی
- لیسه انقلاب اسلامی (پسرانه)
- لیسه سلطان غیاث الدین غوری (پسرانه)
- لیسه مهری هروی (دخترانه)
- لیسه مولانا عبدالواسع جبلی (پسرانه)
- لیسه علامه صلاح الدین سلجوقی
- لیسه عالی افغان ترک هرات
- لیسه ملکه جلالی
- لیسه زراعت
- لیسه عالی افغان ترک هرات
- توحید